# Ophichthus lentiginosus
Ophichthus lentiginosus är en fiskart som beskrevs av Mccosker 2010. Ophichthus lentiginosus ingår i släktet Ophichthus och familjen Ophichthidae. Inga underarter finns listade i Catalogue of Life.